# 박현동 (성직자)
박현동(朴賢東)은 한국 가톨릭교회의 성직자이자 베네딕도회의 수도자이며, 제5대 베네딕도회 왜관수도원장 겸 덕원자치수도원구 자치구장 서리이다. 수도명은 블라시오이다.
2013년 5월 7일 왜관수도원의 종신 서원자의 투표로 선출되었으며, 주한 교황 대사관은 2013년 6월 13일자 공문을 통해 “교황청 인류복음화성이 2013년 5월 7일 성 베네딕도 왜관수도원장으로 선출된 박현동 블라시오 아빠스를 덕원자치수도원구 자치구장 서리로 임명하였다”고 발표했다.
2013년 6월 20일 왜관수도원에서 대구대교구장 조환길 타대오 대주교 주례로 축복식을 거행하였다.
박현동 블라시오 아빠스는 교회법 381조 2항에 규정된  덕원 자치수도원장서리자격으로  법률상 교구장 주교와 동등한 자격’(주교가 아니므로 성품성사는 할 수 없음)을 갖추어, 한국천주교주교회의에 정식 회원으로 참가한다. 자치 수도원구는 수도원장이 고유한 사목권한을 가지고 수도원에 속한 본당을 통치하는 특수한 지역교회이다.
1940년 1월 12일, 함흥교구에서 분할되어 설정된 덕원자치수도원구는 함경남도 원산시와 안변군, 덕원군, 문천군, 고원군을 관할하였으며, 원산본당, 덕원본당, 고산본당, 고원본당이 여기에 속했다. 1949년 5월 10일 조선민주주의인민공화국 공산 정권이 자치구를 운영하고 있던 성 베네딕도회 덕원 수도원을 폐쇄한 이후 침묵의 교회로 남아있다. 오늘날 ‘침묵의 교회’에 속하는 교구로는 평양교구와 함흥교구가 있으며, 평양교구장 서리는 서울대교구장이, 함흥교구장 서리는 춘천교구장이 맡고 있다.

## 사목 표어
"주님께 노래하라, 새로운 노래"(Cantate Domino Canticum Novum)(시편 96,1)

## 문장 해설
문장은 전체적으로 한국의 베네딕도회 아빠스좌 승격 100주년이라는 의미를 담았다.
1913년 한국 최초의 남자 수도원인 서울 수도원이 아빠스좌 수도원으로 승격되었는데, 문장의 중앙 방패 모양은 초대 수도원장인 신상원 보니파시오 아빠스의 문장에서 따왔다.
그리고 주변의 수술은 만주의 연길 수도원 백화동 테오도로 아빠스의 것에서 따왔다.
하단의 성구 “Cantate Domino Canticum Novum”(시편 96,1)은 “주님께 노래하라, 새로운 노래”라는 뜻으로 새로운 출발을 맞이하는 공동체 전체의 노래이고 기도이며,
늘 “수도자답게 살아갈 것”(Conversatio morum)을 서원하는 베네딕도회의 전통을 계승하리라는 다짐이다.
상단 왼쪽의 수금은 이러한 성구를 표현하고 있으며, 오른쪽 상단의 조개 모양 혹은 빛살 모양은 아빠스 본인이 체험한 스페인 산티아고 순례를 나타내는데,
순례하는 교회의 모습, 영적 여정을 걸어가는 수도자 개인의 모습과 신앙공동체가 복음을 선포하며 세상으로 뻗어나가는 모습을 형상화한 것이다.
중앙에 있는 성체와 성혈은 수도생활의 중심인 성체성사를 상징하며, 아울러 붉은색 성작은 왜관 수도원에서 시복을 추진 중인 순교자 38위의 고귀한 희생을 기린다.
방패 안의 휘장은 베네딕도 성인이 수도규칙에서 말하는 “주님의 장막”이며, “주님을 섬기는 학원” 또는“주님의 집”이라고 수도원을 표현하고 있는
베네딕도 성인의 정신에 따라 제단 둘레로 모인 전례 공동체이며, 사랑과 친교의 공동체가 되어야 하는 수도원을 상징한다.

## 활동
- 주교회의 민족화해주교특별위원회 위원(2013년- )
- 아시아 주교회의 연합회 축성생활 위원회 위원(FABC-OCL) (2016년- )
- 한국 남자수도회 사도생활단 장상협의회 회장(2018년 1월 1일-2021년 12월 31일)[4]
- 주교회의 생태환경위원회 위원장(2020년 10월 14일-)[5]
- 주교회의 사회주교위원회 위원(2020년 10월 14일-)
- 주교회의 시복시성주교특별위원회 위원(2021년 10월 14일-)[6]

## 참조
성 베네딕도회 왜관수도원